# Croton cinctus
Espèce
Croton cinctus est une espèce de plantes à fleurs du genre Croton et de la famille des Euphorbiaceae, présente au Brésil (Goias, São Paulo).
Il a pour synonyme :
- Oxydectes cincta, (Müll.Arg.) Kuntze